# Alloperla caudata
Alloperla caudata är en bäcksländeart som beskrevs av Theodore Henry Frison 1934. Alloperla caudata ingår i släktet Alloperla och familjen blekbäcksländor. Inga underarter finns listade i Catalogue of Life.